# Río Farmington
El río Farmington es una corriente fluvial de África Occidental que nace en la cordillera Bong y fluye en dirección sur-suroeste en territorio de Liberia para desembocar en el Océano Atlántico. El Farmington tiene una longitud de 153 km de los cuales sólo 16 km son navegables. En este tramo bajo del río se encuentra el puerto de la empresa productora de caucho Firestone y la central hidroeléctrica por ella construida en 1942, la primera de estas características en el país. El río Farmington, el río Junk y el río Gbage se unen cerca de la costa atlántica para formar un estuario que baña la ciudad de Marshall.

## Trazado
| Trazado río Farmington    | Trazado río Farmington | Trazado río Farmington | Trazado río Farmington | Trazado río Farmington          | Trazado río Farmington        | Trazado río Farmington  | Trazado río Farmington  |
|                           | Coordenadas            | Coordenadas            |                        | Distancia en km                 | Distancia en km               | Área cuenca fluvial km² | Área cuenca fluvial km² |
| Punto                     | Latitud N              | Longitud O             | Flujo                  | Distancia fuente río Farmington | Distancia fuente río afluente | Cuenca río Farmington   | Cuenca río afluente     |
| ------------------------- | ---------------------- | ---------------------- | ---------------------- | ------------------------------- | ----------------------------- | ----------------------- | ----------------------- |
| Fuente río Farmington     | 6874                   | 10.032                 | Sur                    |                                 |                               |                         |                         |
| Confluencia río Bolo      | 6.697                  | 10.176                 | Suroeste               | 33                              | 37                            | 278                     | 398                     |
| Confluencia río Nia Creek | 6.547                  | 10.221                 | Suroeste               | 64                              | 72                            | 1.145                   | 1.078                   |
| Confluencia río Wo        | 6.298                  | 10.298                 | Suroeste               | 126                             | 58                            | 2.618                   | 659                     |
| Confluencia río Junk      | 6.152                  | 10.375                 | Sureste                | 149                             | 154                           | 3.476                   | 1.532                   |
| Océano Atlántico          | 6.124                  | 10.371                 | Sur                    | 153                             |                               | 5.649                   |                         |

## Planta hidroeléctrica
Firestone Natural Rubber Company estableció plantaciones de caucho junto al río Farmington en 1926. La compañía construyó la primera central hidroeléctrica de Liberia, terminada en 1942, para servir a la plantación y la industria asociada, así como a un aeropuerto militar de los Estados Unidos situado en el campo Roberts. En años posteriores, la empresa ha sido acusada de contaminar el río.

## Estuario
Algunas fuentes sugieren que el río que llega al océano es el río Farmington, mientras que el río Junk es su afluente. Otras fuentes, a menudo más antiguas, sugieren lo contrario.